# Rubercy
Rubercy ist eine französische Gemeinde im Département Calvados in der Region Normandie mit 151 Einwohnern (Stand: 1. Januar 2022). Rubercy gehört zum Arrondissement Bayeux und zum Kanton Trévières. 

## Geografie
Rubercy liegt etwa 24 Kilometer westnordwestlich von Bayeux am Flüsschen Tortonne. Umgeben wird Rubercy von den Nachbargemeinden Mandeville-en-Bessin im Norden, Saonnet im Süden und Osten, Bernesq im Südwesten sowie Trévières im Westen und Nordwesten.

## Bevölkerungsentwicklung
| 1962                      | 1968 | 1975 | 1982 | 1990 | 1999 | 2006 | 2013 |
| ------------------------- | ---- | ---- | ---- | ---- | ---- | ---- | ---- |
| 123                       | 110  | 91   | 89   | 88   | 93   | 104  | 146  |
| Quelle: Cassini und INSEE |      |      |      |      |      |      |      |

## Sehenswürdigkeiten

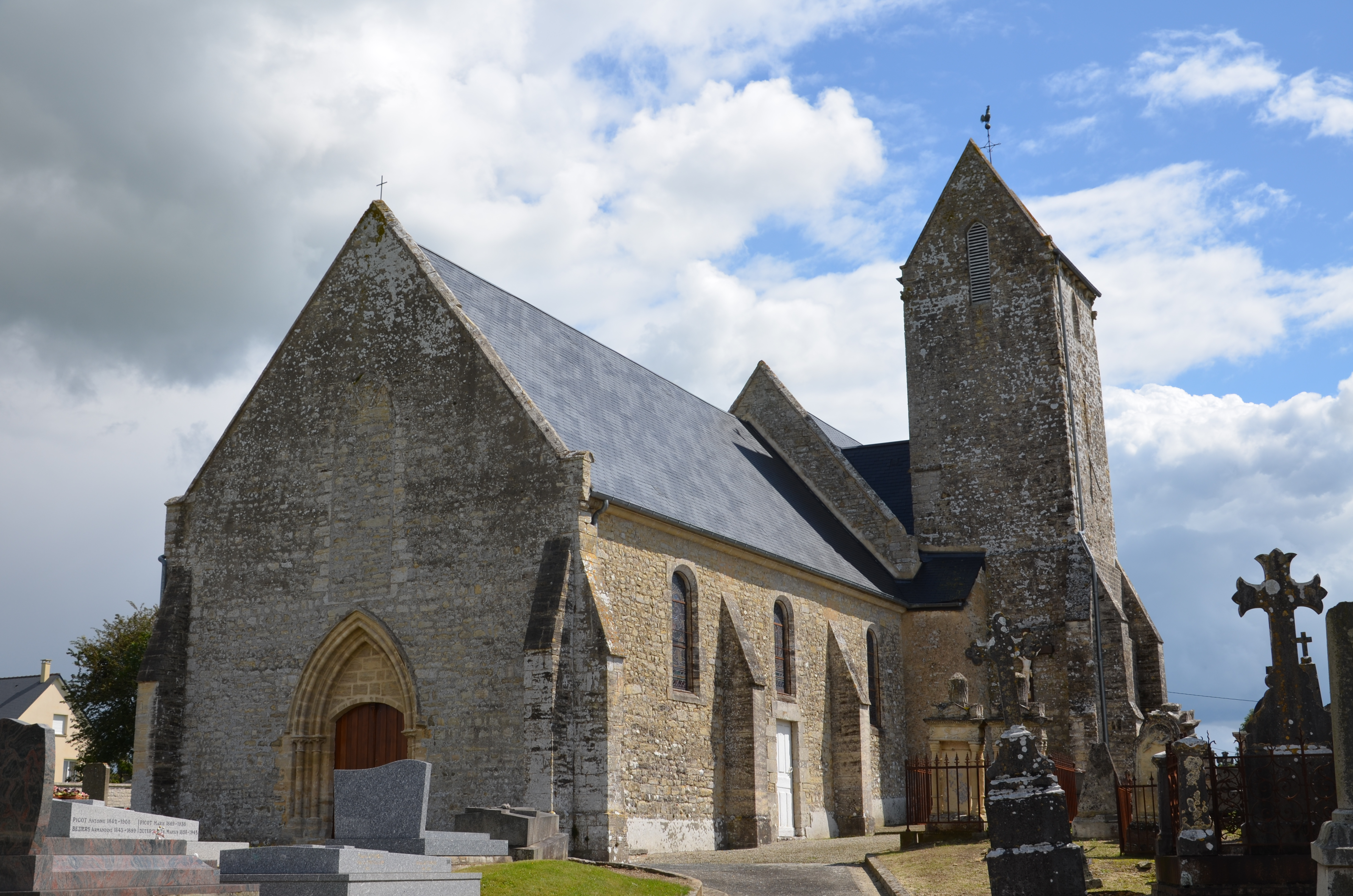
Kirche Notre-Dame

- Kirche Notre-Dame
- Domäne der Familie Wac